# Pachten
Pachten (im örtlichen, moselfränkischen Dialekt Paaten) ist ein Stadtteil von Dillingen/Saar im Landkreis Saarlouis und zählt etwa 4300 meist katholische Einwohner.

## Geschichte
Der Ort ist keltisch-römischen Ursprungs. Das Vicus Contiomagus war in gallorömischer Zeit ein regionales Zentrum an der Kreuzung zweier wichtiger Fernstraßen von Metz nach Mainz und von Trier nach Straßburg. Um 275/276 wurde Contiomagus im Laufe der germanischen Invasion zerstört. Einzelfunde römischen Ursprungs sind seit langem bekannt, systematische Ausgrabungen begannen jedoch erst im 20. Jahrhundert. Grabungsfunde sind im Museum Pachten zu sehen. Ab 1294 findet sich der heutige Name. Die Grundherrschaft gehörte den Herren von Siersburg, die sie durch Schenkungen (1292 und 1301) der Kommende Beckingen des Deutschritterordens übertrugen. Im 13. Jahrhundert gehörte auch das Kloster St. Matthias zu den Grundherren. 1590 war Pachten größer als Dillingen. Nach dem Dreißigjährigen Krieg zählte es nur noch 16 Familien. Eine Urkunde von 1690 erwähnt, dass Pachten den Zehnten an die Äbtissin von Fraulautern zu entrichten hatten, was bis zur Französischen Revolution Bestand hatte. Landesherrlich gehörte Pachten bis ins 18. Jahrhundert Herzogtum Lothringen, Amt Wallerfangen, kirchlich zum Bistum Trier. Von 1802 bis 1817 wurde es dem Bistum Metz zugesprochen und war Filialkirche von Dillingen. 1827 wurde Pachten eigenständige Pfarrei. Am 1. April 1936 wurde Pachten nach Dillingen eingemeindet. 

## Bürgermeister

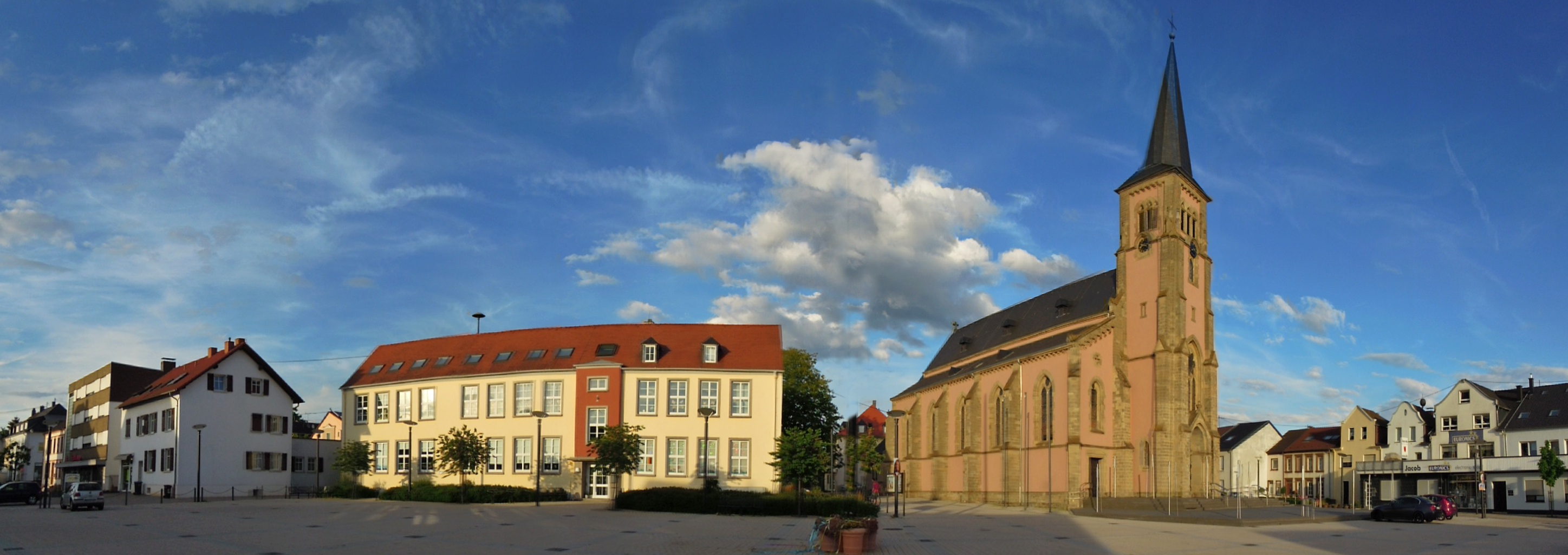
Der Dorfplatz von Pachten

Bis zur Eingemeindung 1936 waren folgende Personen Bürgermeister der Gemeinde Pachten (ab der vollständigen Dokumentation der Amtszeiten):
- 1850–1869: Nicolaus Reiter
- 1870–1878: Peter Groß
- 1878–1911: Nicolaus Hector (Ausgliederung aus der Bürgermeisterei Fraulautern am 1. April 1897 und Eingliederung in die Bürgermeisterei Dillingen)
- 1911–1918: Nikolaus Hoffmann
- 1918–1921: Johann Klein
- 1921–1925: Nikolaus Ladwein
- 1925–1930: Jakob Arweiler
- 1930–1935: Peter Groß-Leinen

## Sehenswürdigkeiten

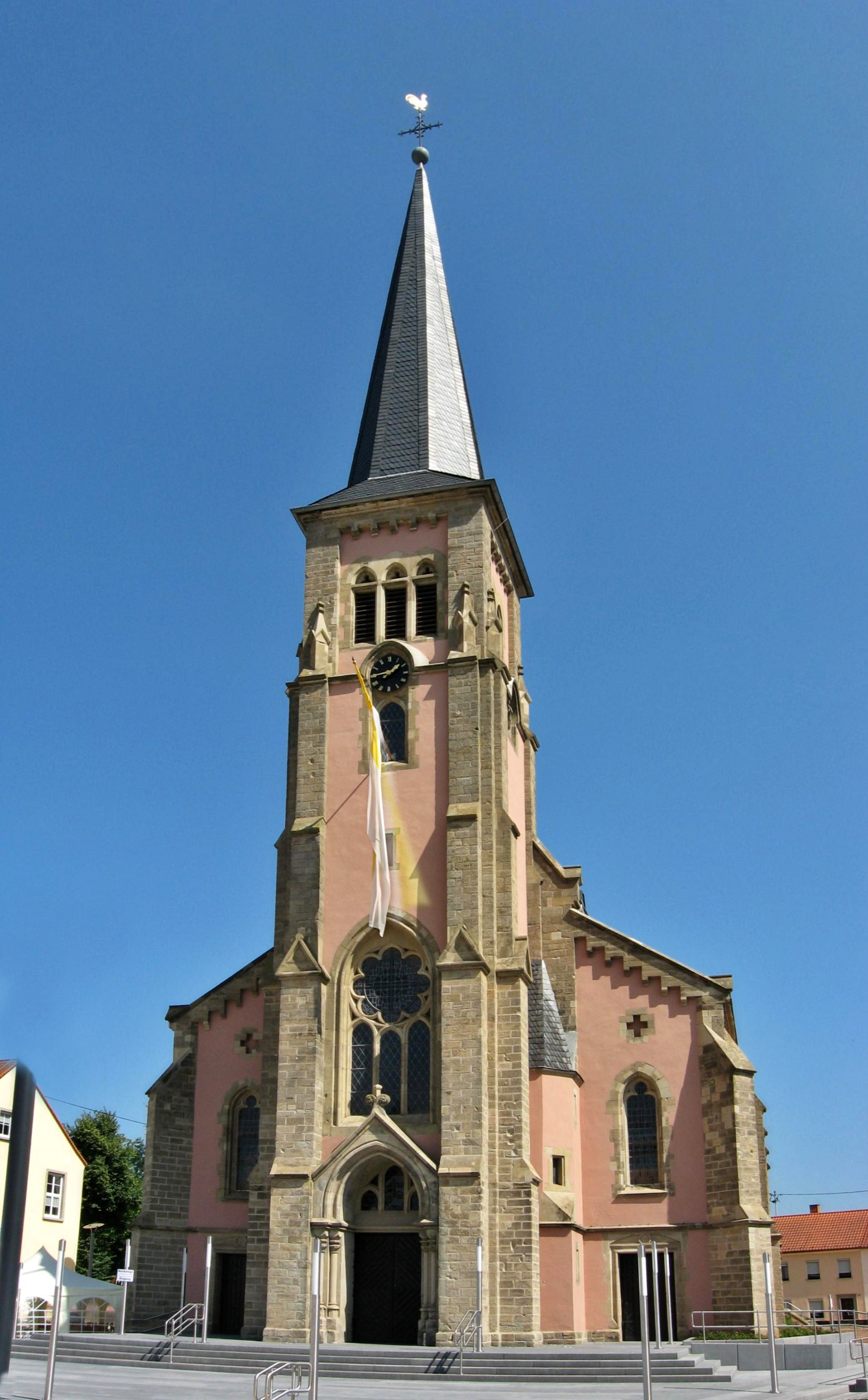
Sankt Maximin
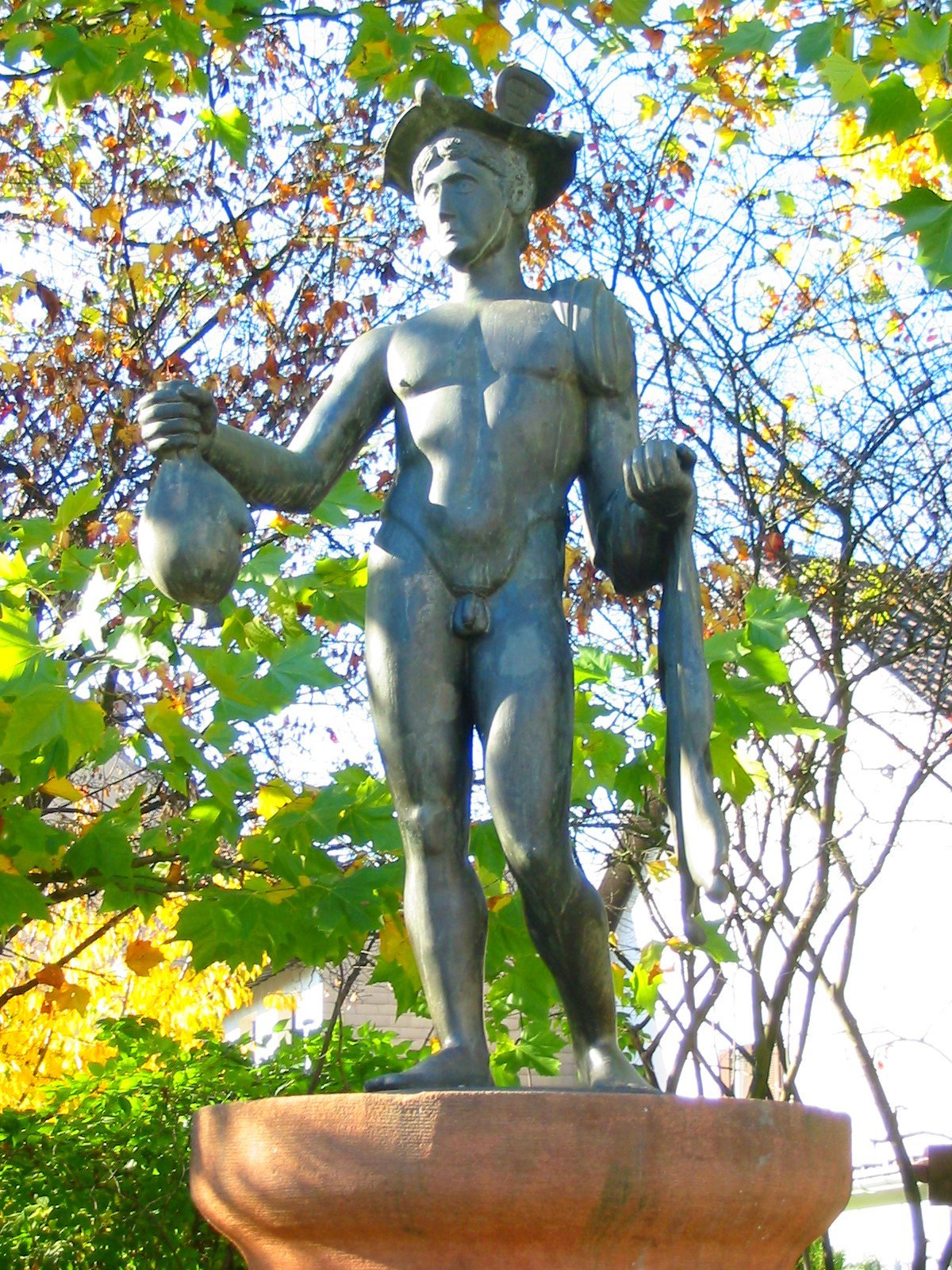
Merkur-Brunnen in der Friedrichstraße (Josef Groß, 1985)

Neben den römischen Funden (siehe „Geschichte“) ist die katholische Pfarrkirche St. Maximin zu bemerken. In der Turmhalle der neugotischen Kirche findet sich ein bemerkenswerter romanischer Türsturz des Vorgängerbaus mit Darstellung eines Drachenkampfes. Im Innern der Kirche Altäre und Figuren des 17. und 18. Jahrhunderts. Seit 2008 ist der Westwallbunker in der Annastraße als Museumsbunker der Öffentlichkeit zugänglich.
Das Museum Pachten ist ein Museum für Vor- und Frühgeschichte des Landkreises Saarlouis und Heimatmuseum von Pachten. Es besteht seit 1990 und ist in einem ehemaligen Bauernhaus untergebracht. Schwerpunkt der Ausstellung ist die Römerzeit in Contiomagus.

## Sagen
Pilatus in Pachten
Die Sage erzählt, dass nachdem Pontius Pilatus Jesus zum Tode verurteilt hatte, er verklagt worden sei. Er sei nach Rom zurückberufen worden und in einem Gerichtsverfahren nach Gallien verbannt worden. Pilatus sei nach Pachten an der Saar gekommen, wo er im Jahr 41 durch Selbstmord gestorben sei. Er habe sich in sein Schwert gestürzt und sei so begraben worden, wie er aufgefunden worden war: auf „Maul und Nas“. Noch heute höre man in windigen Nächten seinen gellenden Ruf: „Ich bin unschuldig am Blute dieses Gerechten.“